# Municipio Chihuahua
Koordinaten: 29° 0′ N, 106° 15′ W
Chihuahua ist ein Municipio mit etwa 820.000 Einwohnern im gleichnamigen mexikanischen Bundesstaat Chihuahua. Das Municipio hat eine Fläche von 8393,3 km². Verwaltungssitz und größter Ort des Municipios ist das ebenfalls gleichnamige Chihuahua, das auch Hauptstadt des Bundesstaats ist.
Im Municipio liegt der Nationalpark Cumbres de Majalca.

## Geographie
Das Municipio Chihuahua liegt zentral im Bundesstaat Chihuahua auf einer Höhe zwischen 1200 m und 2800 m. 63 % des Municipios zählen zur physiographischen Provinz der Sierras y Llanuras del Norte, der Rest zur Sierra Madre Occidental. Es liegt zu 54,5 % im endorheischen Becken der Cuencas  Cerradas  del  Norte  (Casas  Grandes), 45,5 % zählen zur hydrographischen Region Bravo-Conchos und entwässern in den Golf von Mexiko. Die Geologie des Municipios wird zu 43 % von rhyolithischem Tuff bestimmt bei 29 % Alluvionen, 18 % Konglomeratgestein und 5 % Basalt; vorherrschende Bodentypen im Municipio sind der Leptosol (37 %), Phaeozem (18 %), Luvisol (12 %), Calcisol (7 %), Cambisol (6 %) und Regosol (5 %). 41 % der Gemeindefläche dienen als Weideland, 25 % werden von Gestrüpplandschaft eingenommen, 20 % sind bewaldet, 9 % werden ackerbaulich genutzt.
Das Municipio ist umgeben von den Municipios Ahumada, Aldama, Aquiles Serdán, Rosales, Satevó, Santa Isabel, Riva Palacio, Namiquipa und Buenaventura.

## Bevölkerung
Beim Zensus 2010 wurden im Municipio 819.543 Menschen in 228.638 Wohneinheiten gezählt. Davon wurden 6615 Personen als Sprecher einer indigenen Sprache registriert, darunter 4265 Sprecher der Tarahumara-Sprache. Etwa 1,4 Prozent der Bevölkerung waren Analphabeten. 351.995 Einwohner wurden als Erwerbspersonen registriert, wovon gut 60 % Männer bzw. knapp 5 % arbeitslos waren. Zwei Prozent der Bevölkerung lebten in extremer Armut.

## Orte
Das Municipio Chihuahua umfasst 304 bewohnte localidades, von denen lediglich der Hauptort vom INEGI als urban klassifiziert ist. 25 Orte wiesen beim Zensus 2010 eine Einwohnerzahl von über 100 auf. Die größten Orte sind:
| Ort                     | Einwohner |
| Chihuahua               | 809.232   |
| El Sauz                 | 001.499   |
| San Isidro (Los Hoyos)  | 000.952   |
| Colonia Nuevas Delicias | 000.704   |